# Gunby, East Lindsey
Gunby är en by i civil parish Candlesby with Gunby, i distriktet East Lindsey, i grevskapet Lincolnshire, i England. Byn är belägen 6 km från Spilsby. Gunby var en civil parish fram till 1987 när blev den en del av Candlesby with Gunby. Civil parish hade 43 invånare år 1961.